# Gumby
Gumby è una serie televisiva animata statunitense incentrata sull'omonimo personaggio immaginario sviluppato a partire dal 1953, creato da Art Clokey.
Composto di plastilina con la tecninca del claymation, è un personaggio umanoide di argilla verde ed è protagonista di avventure assieme al suo cavallo Pokey. Gumby è protagonista di due serie animate, del lungometraggio Gumby: Il Film ed è presente in altri media. Divenne immediatamente un noto esempio di animazione in stop-motion e un'icona culturale americana, generando tributi, parodie e merchandising.

## Distribuzione
In Italia la serie è stata trasmessa dal 5 agosto 1959 sulla TV dei ragazzi di Rai 1 col titolo Le avventure di Gumby. La terza stagione è stata trasmessa dal 1992 al febbraio 1994 sulle televisioni locali col titolo New Gumby.
Ne deriva anche un film, intitolato Gumby: Il Film, distribuito nei cinema a partire dal 4 ottobre 1995. In Italia è stato trasmesso su Telepiù Bambini ad aprile 1997.

## Trama
Segue le avventure di Gumby attraverso diversi ambienti ed epoche storiche. Il suo compagno principale è Pokey, un pony arancione parlante. Le sue nemesi sono G e J Blockheads, una coppia di figure umanoidi rosse con teste a forma di cubo. Altri personaggi ricorrenti includono Prickle, un dinosauro sputafuoco giallo che si autodefinisce un detective con pipa e cappello come Sherlock Holmes; Goo, una sirena mutaforma blu volante che sputa palline appiccicose; Gumbo e Gumba, i genitori di Gumby; e Nopey, il cane parlante di Gumby che dice esclusivamente la parola "no". In seguito sono stati presentati altri personaggi tra cui Minga, la sorella di Gumby, l'amico mastodonte Denali e l'amico pollo Tilly.

## Episodi
| Stagione         | Episodi | Prima TV USA | Prima TV Italia |
| ---------------- | ------- | ------------ | --------------- |
| Prima stagione   | 43      | 1956         | 1959-1960       |
| Seconda stagione | 87      | 1960-1968    | 1960-1968       |
| Terza stagione   | 99      | 1988         | 1992-1994       |

## Personaggi e doppiatori

### Personaggi principali
- Gumby, doppiato da Dallas McKennon (1957, 1960–1967, 1987–1989, 1995), Ginny Tyler (1968–1969), Norma MacMillan (1964–1969) e Ruth Eggleston (1955–1956).

Una giovane figura umanoide verde di argilla. È sempre disposto ad aiutare gli altri e non è mai egoista. È molto entusiasta e vede ogni situazione come un'opportunità. Inoltre è molto gentile, di buon cuore e generoso, motivo per cui fa facilmente amicizia. La sua abilità di mutaforma gli consente di modellarsi in tutto ciò che vuole per adattarsi a qualsiasi situazione. Possiede anche la capacità di camminare su pareti solide.
- Pokey, doppiato da Dallas McKennon (1960–1969), Norma MacMillan (1964–1969) e Art Clokey (1955–1989, 1995).

Un cavallo rosso parlante. È il compagno e migliore amico di Gumby. Il suo cibo preferito sono i tacos. Di solito dà consigli a Gumby, tuttavia quest'ultimo li ascolta raramente.

### Personaggi ricorrenti
- Teste quadrate G e J (in originale: Blockheads).

Due figure umanoidi di colore rosso, con le teste a forma di blocco, che fanno dispetti e provocano caos tutto il tempo. Esistono 26 teste quadrate, ognuna con una certa lettera su entrambi i lati della testa, anche se le due teste di legno più rappresentate sono G e J, le nemesi principali di Gumby. G è il dominante nel duo, mentre J di solito viene sottomesso ai suoi ordini. Non parlano mai e comunicano esclusivamente attraverso gesti o pantomime. Le loro ragioni per terrorizzare Gumby e coloro che lo circondano non vengono mai approfondite, suggerendo che sono semplicemente di natura malevola; nonostante ciò in seguito è stato rivelato che sono malvagi perché sono un gruppo minoritario oppresso dal popolo di argilla semplicemente a causa della forma delle loro teste e, quindi, desiderano vendetta.
- Prickle, doppiato da Dallas McKennon (1964–1969), Art Clokey (1964–1969, 1987–1989, 1995) e Hal Smith (1964–1969).
- Goo, doppiato da Norma MacMillan (1964–1969) e Gloria Clokey (1987–1989, 1995).
- Gumbo e Gumba, doppiati da Dallas McKennon (1960–1962; Gumbo), Art Clokey (1955–1989, 1995; Gumbo), Ginny Tyler (1957–1962; Gumba), Norma MacMillan (1967–1968; Gumba), Ruth Eggleston (1955; Gumba), Betty Hartford (1956; Gumba), Gloria Clokey (1987–1989; Gumba) e Janet MacDuff (1987–1989, 1995; Gumba).
- Nopey, doppiato da Dallas McKennon (1964–1969).
- Minga, doppiata da Holly Harman (1987–1989).
- Denali, doppiato da Dallas McKennon (1987–1989).
- Tilly, doppiata da Holly Harman (1987–1989).